# 法外梟雄：滾石城
《法外梟雄：滾石城》是一款由Ingame Studios开发、505游戏发行的2023年合作第一人称射击游戏。在游戏中玩家将组建一个犯罪团队，并执行潜入、窃取和击败敌人的任务。游戏内的演员阵容众多，包括迈克尔·马德森、查克·諾里斯、丹尼·特乔、丹尼·葛洛佛、迈克尔·鲁克、金·貝辛格、香草冰和達米恩・波蒂埃。
《法外梟雄：滾石城》最初于2023年3月28日在Epic游戏商城的PC版独家发行。2023年6月15日，《法外梟雄》在PlayStation 5和Xbox Series X/S上发行。

## 游戏玩法
《法外梟雄》的核心玩法是由四名犯罪分子组成的团队执行任务。玩家控制其中一名犯罪分子，并以第一人称视角与其他玩家或人工智能控制的队友合作，完成抢劫行动。游戏玩法经常被与《劫薪日》系列游戏进行比较。玩家需要从目标地点（银行、卡车、珠宝店等）收集足够的赃物，但花费时间越长，警察增援的可能性就越大。
本作有意模仿20世纪90年代的犯罪电影，例如《盜火線》。滾石城本身的设定令人想起《迈阿密风云》的佛罗里达州。

## 开发
《法外梟雄》是Ingame Studios的首款游戏作品，Ingame Studios是一家位于捷克共和國的布爾諾、拥有约70名员工的新开发商。
该游戏于2023年3月底在Epic游戏商城的PC版独家发行。

## 评价
| 汇总媒体   | 得分       |
| ---------- | ---------- |
| Metacritic | PC: 52/100 |

| 媒体 | 得分   |
| ---- | ------ |
| IGN  | 5.7/10 |

根据评论聚合网站Metacritic的数据，《法外梟雄：滾石城》获得了“褒贬不一”的评价，根据32篇评论的综合得分为52/100。
许多评论指出，尽管配音阵容中有许多电影界的知名人士，但他们的表演表现令人失望。大多数评论都抱怨游戏中的潜行系统过于繁琐且没有得到很好的支持，无论玩家多么小心地采取悄无声息的方式接近，游戏最终都会促使玩家转向射击模式。Rock, Paper, Shotgun的Alice Bell表示游戏比在2023年已有12年历史的老游戏《劫薪日》更糟糕。Game Informer的Wesley LeBlanc的态度很严厉，表示该游戏玩法存在问题且乏味，情节和角色也写得很差。他给游戏的综合评分仅有3/10。Hardcore Gamer的Cory Wells给予游戏谨慎积极的评价，表示游戏既不完全像《劫薪日》 ，也不是许多人期望的《侠盗猎车手》系列般的开放世界自由游戏，但对于不介意的玩家来说，抢劫活动中的基本游戏体验仍然是扎实的。Kotaku的Luke Plunkett讽刺表示，《法外梟雄》是“在实现其目标时完全做错了一切”。在PC版发布一个月后，他写道该游戏在互联网上几乎没有引起任何评论和关注，即使是负面评论，并指出缺乏Steam版发行是其中一个潜在原因。IGN的Luke Reilly给予游戏的评价是糟糕的游戏体验，尤其是任务开始时角色模型无法加载。